# Rauszowa Góra
Rauszowa Góra – wzgórze w Imielinie o wysokości 266,5 m n.p.m. należące do Pagórów Jaworznickich. Wzgórze położone jest pomiędzy ulicami: Zachęty, Poczty Gdańskiej i Maratońską, w północno-wschodniej części miasta (dzielnica Imielin-Jazd), ok. 1 km na południe od A4 (E40) i ok. 800 m na zachód od zbiornika Dziećkowice.